# (4236) Lidov
(4236) Lidov es un asteroide que forma parte del cinturón exterior de asteroides y fue descubierto por Nikolái Stepánovich Chernyj desde el Observatorio Astrofísico de Crimea, en Naúchni, el 23 de marzo de 1979.

## Designación y nombre
Lidov fue designado inicialmente como 1979 FV1.
Más adelante, en 1993, se nombró en honor del físico y matemático soviético Mijaíl Lidov (1926-1993).

## Características orbitales
Lidov orbita a una distancia media de 3,443 ua del Sol, pudiendo alejarse hasta 3,551 ua y acercarse hasta 3,334 ua. Su excentricidad es 0,03147 y la inclinación orbital 7,294 grados. Emplea en completar una órbita alrededor del Sol 2333 días.

## Características físicas
La magnitud absoluta de Lidov es 11,4. Tiene un diámetro de 32,71 km y su albedo se estima en 0,0455.